# Kim Ki-taik
Kim Ki-taik (3 ottobre 1962) è un ex tennistavolista sudcoreano.

## Carriera
Alle Olimpiade di Seul 1988 arrivò in finale nel singolo maschile ma dovette arrendersi al connazionale Yoo Nam-kyu.